# کنراد آنکر
کنراد آنکر (انگلیسی: Conrad Anker؛ زادهٔ ۲۷ نوامبر ۱۹۶۲) سنگ‌نورد، کوهنورد و نویسنده اهل ایالات متحده آمریکا است. او برای صعودهای دشوار و چالش‌برانگیز خود در ارتفاعات هیمالیا و جنوبگان مشهور است. وی سرپرست تیم صعود شرکت نورث فیس است. آنکر در سال ۱۹۹۹ به عنوان یکی از اعضای تیم اکتشاف آثار بقایای تیم صعود بریتانیا، موفق شد جسد جرج مالوری در کوه اورست را پیدا کند. وی در بووزمن، مونتانا زندگی می‌کند.